# 越後街道 (会津街道)
会津街道（あいづかいどう）は、日本の街道である。陸奥国の会津若松と越後国の新発田を結んだ。越後国新発田側からは会津街道と呼ばれることが多いが、陸奥国会津側からは越後街道（えちごかいどう）などとも呼ばれる。また、現代における国道49号の福島県会津若松市から新潟県の区間の通称としても知られる。
新発田藩と村上藩が参勤交代に利用していた。当時、会津五街道と呼ばれていた街道のひとつで、海産物（越後側から）、米（会津側から）などが運ばれた。また、佐渡三道のひとつだった。

## 経路

### 1611年まで
若松 - 佐野 - 村田 - 青木 - 宇內 - 勝負沢峠 - 大原 - 羽賀 - 利田 - 尾登 - 松尾 - 野沢 - 上野尻 - 宝坂 - 津川 - 綱木 - 赤谷 - 新発田 
1611年の会津地震以前は坂下宿などを経由しておらず、現在の喜多方市高郷地区付近を経由していた。

### 1611年以降
若松 - 高久 - 細工名 - 坂下 - 塔寺 - 気多宮 - 船渡–片門 - 天屋 - 束松味– - 野沢 - 上野尻 - 宝坂 - 津川–綱木 - 赤谷 - 新発田  
会津若松市中心部から七日町を経由し、現在の会津若松市神指町を経由後、阿賀川を渡る。その後、現在の河沼郡会津坂下町を経由後、鐘撞堂峠を通り、只見川を渡る。束松峠、青坂峠を経由後、現在の耶麻郡西会津町中心部の野沢地区に至る。野沢からは車峠を経由後、県境の鳥井峠に至る。
新潟県内に入り、鳥井峠を経た後、現在の東蒲原郡阿賀町津川地区に至る。阿賀野川を渡ったのち、諏訪峠を経て、現在の新発田市に至る。

## 宿場

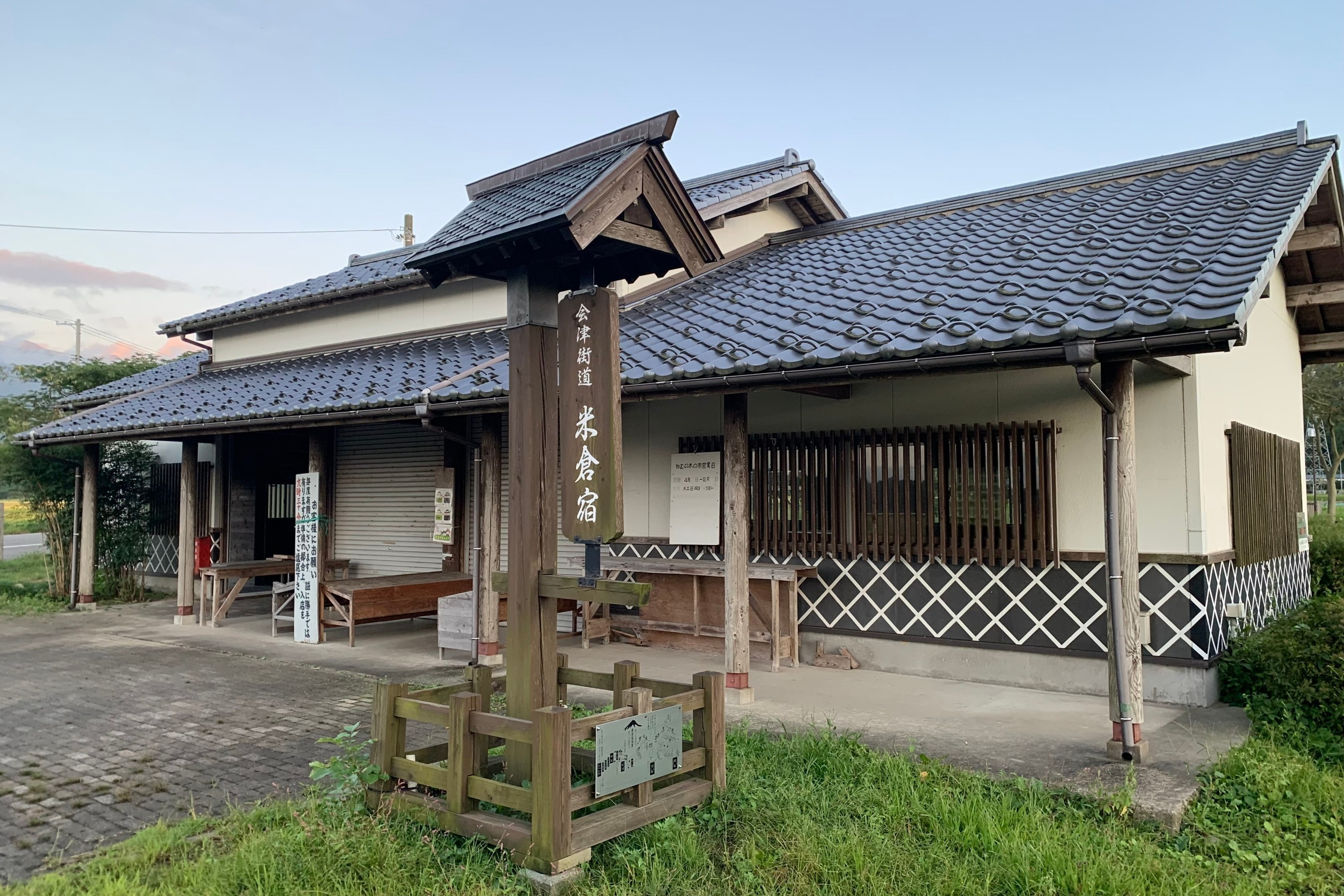
新発田市米倉 ねむの木広場に設置された「会津街道 米倉宿」の案内（2021年9月）

- 会津若松（福島県会津若松市）
- 坂下宿（福島県河沼郡会津坂下町）
- 塔寺宿（福島県河沼郡会津坂下町）
- 気多宮宿（福島県河沼郡会津坂下町）
- 片門宿（福島県河沼郡会津坂下町）
- 本名宿（福島県河沼郡会津坂下町）
- 野沢宿（福島県耶麻郡西会津町）
- 上野尻宿（福島県耶麻郡西会津町）
- 津川宿（新潟県東蒲原郡阿賀町）
- 綱木宿（新潟県東蒲原郡阿賀町）
- 赤谷宿（新潟県新発田市）
- 山内宿（新潟県新発田市）
- 新発田（新潟県新発田市）

## 主な峠
- 鐘撞堂峠
- 束松峠
- 青坂峠
- 車峠
- 鳥井峠
- 惣座峠
- 諏訪峠

## 現代
現在、福島県いわき市から同県郡山市、同県会津若松市などを経由して新潟県新潟市までを結ぶ国道49号の、福島県会津若松市から新潟方面に向けての通称として越後街道が使われている。また、新潟県側からは若松街道と呼ばれることもある。加えて、現在では同県郡山市付近からの新潟方面について、従来より長い区間も越後街道と通称する例がある。

## 江戸時代と現代の違い

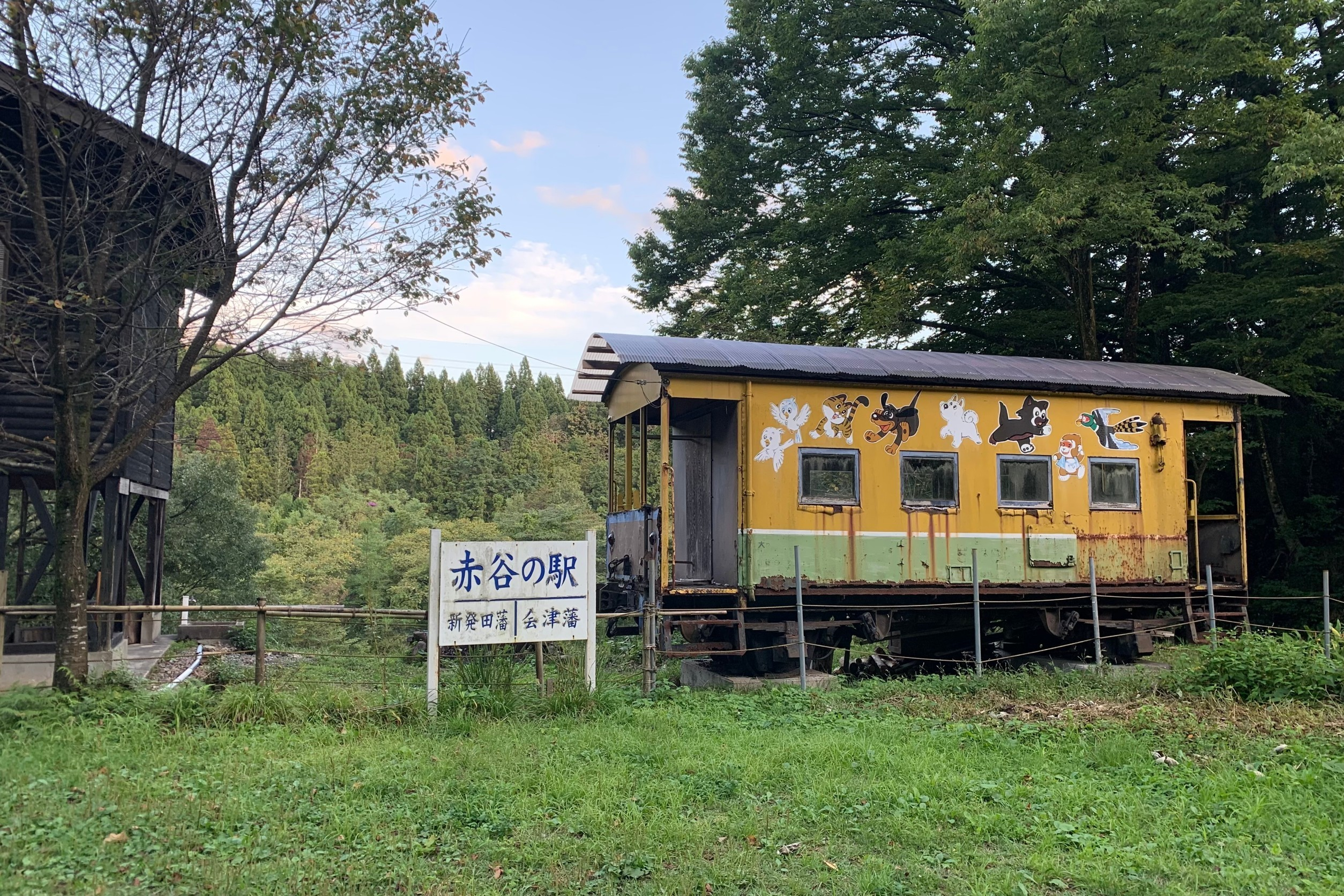
かつて新発田市中々山の新潟県道14号新発田津川線沿いに設置されていたモニュメント（2021年9月）

江戸時代の会津街道と比較するとさまざまな違いがある。会津側から見た目的地が、江戸時代は新発田だったのに対して、現在の国道49号は新潟市となっており、新潟県阿賀町津川地区以西の区間など、経路が異なる。もともと江戸時代以前から阿賀川（大川）の流れに沿い会津若松市内から会津坂下町青津付近を通る「勝負沢ルート」が使われていたが、1611年の会津地震で「山崎新湖」が誕生するなどして通行不能になり、坂下宿 - 塔寺宿 - 鐘衝堂峠 - 束松峠経由に変更された。さらに明治時代、三島通庸によって行われた会津三方道路の事業では、越後街道の改良も行われたが、束松峠付近では経路が変更され、南方の藤峠を通るようになった。現在の国道も藤峠を経由している。加えて、その後は昭和40年代などにも道路の改良が行われているほか、現在はその後に開通した磐越自動車道などによっても地域が結ばれている。また、江戸時代の越後街道における津川地区以西の新発田までの区間では、諏訪峠越えの区間（阿賀町角島-行地-新谷）を除くと新潟県道14号新発田津川線がほぼ近い経路で指定されている。